# C-peptide
C-peptide is een polypeptide en wordt in het pancreas gevormd uit pro-insuline. Glucose zorgt ervoor dat insuline wordt gesecerneerd; gelijktijdig vindt er C-peptidesecretie plaats in de bloedcirculatie. C-peptide is een maat voor de endogene insulineproductie. C-peptide wordt door de nier geklaard en heeft een langere halfwaardetijd ten opzichte van insuline. Bij patiënten met diabetes type 1 zijn de basale C-peptideconcentraties zeer laag. Bij patiënten met  diabetes type 2 kunnen de C-peptideconcentraties laag, normaal of hoog voorkomen, afhankelijk van de residuele insulinesecretie.

## Toepassing
Bij de volgende indicaties kan C-peptide bepaald worden:
- Bepalen restfunctie van de bètacellen in het pancreas.
- Diagnostiek hypoglykemie

## Bepaling
C-peptide kan met behulp van verschillende typen immonoassays bepaald worden. Het insuline uit het monster zal binden aan specifieke antistoffen en deze antistoffen bevatten dan vaak een bepaalde marker. De C-peptidebepaling kan verstoord worden door pro-insuline.

## Opmerkingen
Verhoogde C-peptideconcentraties worden gemeten bij patiënten met nierinsufficiëntie. C-peptide stijgt postprandiaal (= na de maaltijd). Door de langere halfwaardetijd is de meting van C-peptide beter geschikt voor het bepalen van de restfunctie van de bètacellen in het pancreas. Er wordt ook vaker een glucagonstimulatietest uitgevoerd.